# Akcja o Wolność Bawarii
Akcja o Wolność Bawarii (niem. Freiheitsaktion Bayern) – antyhitlerowskie wystąpienie zbrojne w Monachium pod koniec II wojny światowej.
W 1942 r. w Monachium została utworzona antyhitlerowska organizacja konspiracyjna pod nazwą Ruch o Wolność Bawarii. Na jej czele stanął kpt. Rupprecht Gerngroß, który podczas pobytu na leczeniu w okupowanej Polsce porzucił sympatie nazistowskie pod wpływem widoku egzekucji na Żydach. Służył on w oddziale tłumaczy komendantury VII Okręgu Wojskowego Wehrmachtu. Do kierownictwa organizacji należeli ponadto por. Leo Heuwing i Sonderführer Ottheinrich Leiling. Na pocz. 1945 r. spiskowcy liczyli ok. 400 osób, zarówno wojskowych, jak też cywilów. Opowiadali się oni za odejściem od idei militaryzmu i proklamowania na obszarze Bawarii wolnego państwa (Freie Staat). Dołączył do nich m.in. mjr Günter Caracciola-Delbrück, adiutant Komisarza Rzeszy Bawarii, gen. Franza von Eppa, mjr Alois Braun z 17 Batalionu Pancernego, inspektor miejski Monachium Hans Scharrer, emigrant rosyjski służący w Wehrmachcie Eugen Kumming. Celem spisku było skłonienie wojskowych władz Bawarii do ogłoszenia wcześniejszej kapitulacji wobec zachodnich aliantów, których wojska zbliżały się do tego regionu. 22 kwietnia 1945 r. został opracowany plan powstania. Grupy spiskowców miały aresztować hitlerowskich dygnitarzy partyjnych, zabezpieczyć obiekty militarne przed nadejściem Amerykanów i przeprowadzić rozmowy w celu powołania samodzielnych bawarskich władz administracyjnych. 24 kwietnia za pośrednictwem mjr. A. Brauna uzyskano potwierdzenie strony amerykańskiej wsparcia dla spiskowców. Jednocześnie porozumiano się z konspiracyjną "Organisation 07", założoną przez francuskich jeńców wojennych. 27 kwietnia 1945 r. spiskowcy zebrali się w Monachium. 28 kwietnia tego roku zajęli 2 stacje radiowe. W jednej z nich kpt. R. Gerngroß wygłosił odezwę do mieszkańców miasta. Ponadto opanowano redakcje 2 gazet i rozpoczęto aresztowania działaczy NSDAP. Komisarz Rzeszy Bawarii, gen. F. von Epp, zajął dwuznaczne stanowisko – wprawdzie ostatecznie nie poparł spisku, ale też nie przeciwdziałał działaniom. Jednakże spiskowcy nie uzyskali spodziewanej pomocy ze strony mieszkańców, a wojska amerykańskie nie zdołały jeszcze dotrzeć do Monachium. W tej sytuacji Gauleiter Paul Giesler wraz z pomocą oddziałów wojskowych Waffen-SS zdusił bunt, aresztując część spiskowców. Zostali oni rozstrzelani. Większości spiskowców, w tym kpt. R. Gerngroßowi, udało się jednak zbiec i schronić się do czasu kapitulacji III Rzeszy. W 1947 r. jeden z placów Monachium został przemianowany na Plac Wolności Monachijskiej w hołdzie uczestników buntu 1945 r.